# Катріона Грей
Катріона Еліза Маняйон Грей (англ. Catriona Elisa Magnayon Gray; 6 січня 1994) — австралійсько-філіппінська модель, співачка, телеведуча. Переможниця конкурсів краси «Міс Всесвіт 2018», «Міс Філіппіни-Всесвіт 2018» та «Міс Філіппіни 2018», учасниця конкурсу «Міс Світу 2016».

## Біографія
Народилася у 1994 році в австралійському місті Кернс. Батько, Ян Грей — австралієць з шотландським корінням. Мати, Норміта Рагас Маняйон, є філіппінкою. Під час навчання у школі Катріона займалася також музикою та бойовими мистецтвами. Після закінчення середньої школи в Австралії переїхала в Манілу (Філіппіни), де працювала моделлю.

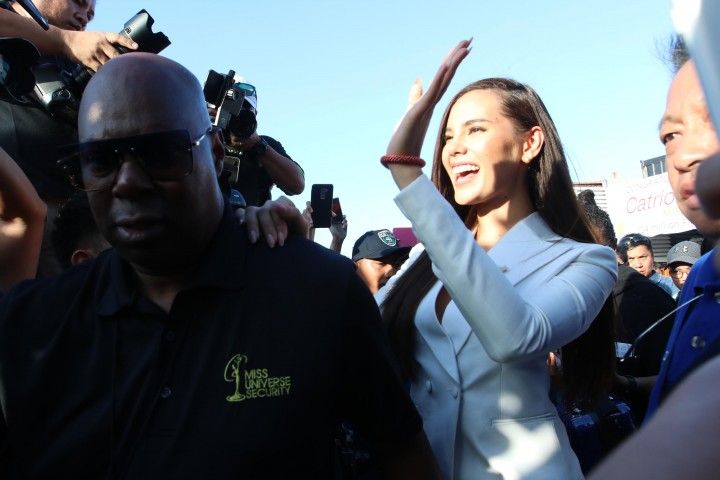
Грей вітає фанів після приземлення у аеропорту Маніли ім. Ніноя Акіно

2 жовтня 2016 року Грей стала переможницею конкурсу «Міс Філіппіни 2018». Після перемоги на національному конкурсі взяла участь у конкурсі «Міс світу 2016», який проходив у США. На конкурсі Катріона увійшла у ТОП-5.
18 березня 2018 року Катріона Грей отримала титул «Міс Філіппіни-Всесвіт 2018». 17 грудня 2018 року вона взяла участь у конкурсі «Міс Всесвіт 2018», який відбувся у Таїланді. Грей стала переможницею конкурсу.

## Дискографія

### Сингли
| Назва                  | Деталі |
| ---------------------- | --- |
| We're In This Together | - Реліз: 23 листопада 2018 - Лейбл: Young Focus for Education and Development, Marcus Davis Jr. - Формат: цифрове завантаження, потокове |